# 克里斯蒂安·B·安芬森
克里斯蒂安·伯默尔·安芬森（英語：Christian Boehmer Anfinsen，1916年3月26日—1995年5月14日），出生於美國宾夕法尼亚州莫内森，美国生物化学家，他和斯坦福·摩爾與威廉·霍華德·斯坦一起研究核糖核酸酶，特別是胺基酸序列與生物活性構象之間的關聯，而在1972年共同榮獲诺贝尔化学奖。

## 生平
安芬森出生於賓夕法尼亞州的莫內森，美國籍挪威移民家庭，父親是一名機械工程師，他們全家在1920年代時搬到費城。他在1937年於斯沃斯莫爾學院獲得了學士學位，在他就讀斯沃斯莫爾學院期間，他加入了橄欖球校隊。
1939年，安芬森於賓州大學獲得了有機化學專業的碩士學位。同年，美國的斯堪地納維亞基金會提供安芬森獎學金，請他在哥本哈根嘉士伯實驗室分析複雜的蛋白質，也就是酵素的化學結構。1941年，安芬森在哈佛醫學院攻讀生物化學專業的博士學位，哈佛醫學院同時提供給他獎學金，並且他在1943年順利獲得博士學位。1979年，他戒菸並皈依猶太教。
安芬森和第一任妻子有3名子女，而與第二任妻子共同撫養4名繼子女。他的論文在1998至1999年間由他的第二任妻子捐獻給國立醫學圖書館。

## 職業生涯

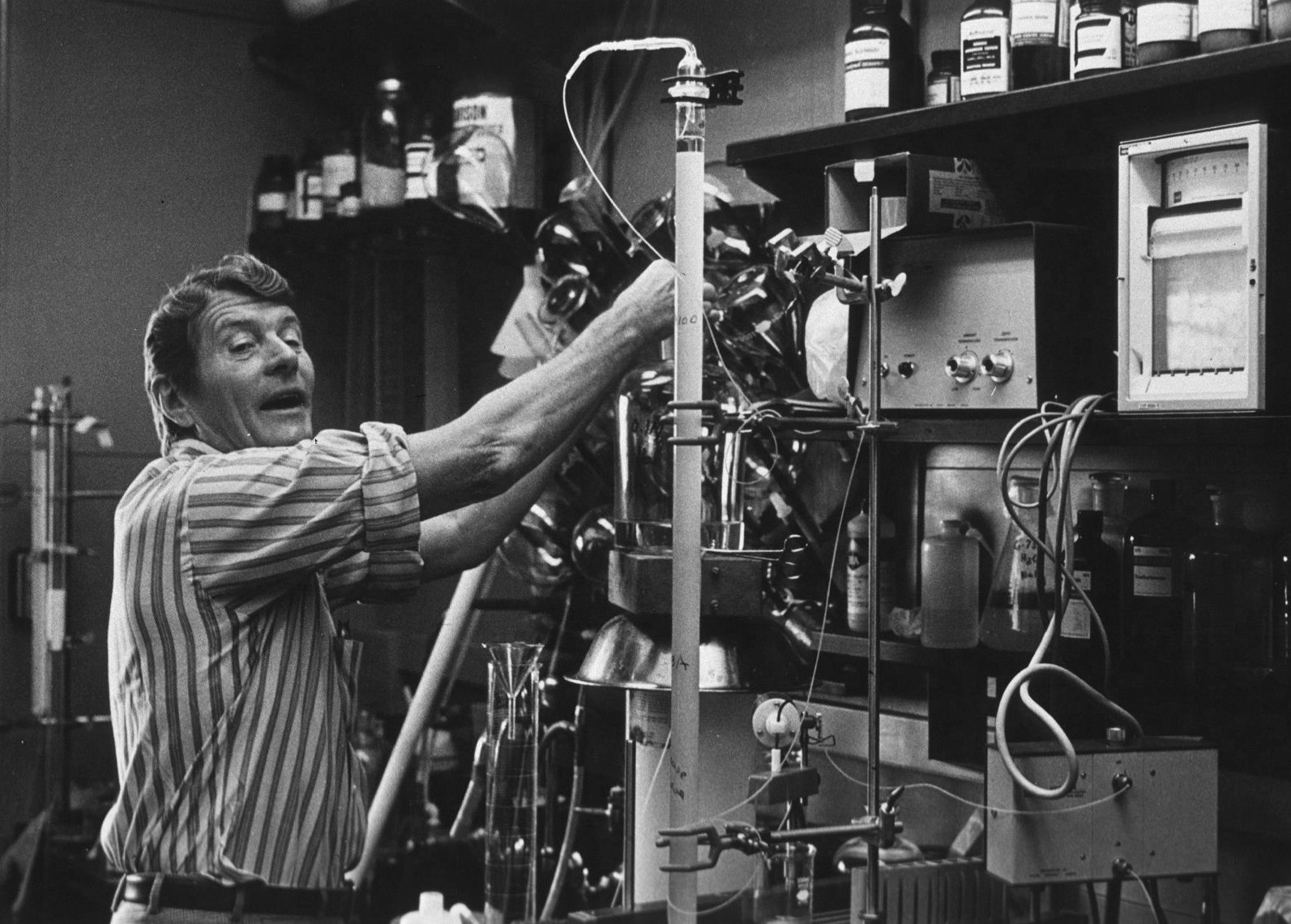
安芬森在實驗室

1950年，位於貝塞斯達 (馬里蘭州)的國立衛生研究院其中的國家心臟研究所，聘請安芬森作為細胞生理學實驗室的首席。1954年，洛克菲勒基金會提供獎學金請安芬森回去嘉士伯實驗室一年。古根海姆基金會提供獎學金讓安芬森在1958至1959年到以色列雷霍沃特的魏茨曼科學研究學院進行研究。另外在1958年，他被美國文理科學院選為院士。1962年，安芬森回到哈佛醫學院擔任客座教授，並應邀成為化學系系主任，之後他又被任命為關節炎和代謝病生物化學研究所(現為關節炎、糖尿病、消化和腎臟疾病研究所)的實驗室主任直到1981年。從1982年直到1995年安芬森過世為止，他都在約翰·霍普金斯大學擔任生物物理化學教授。

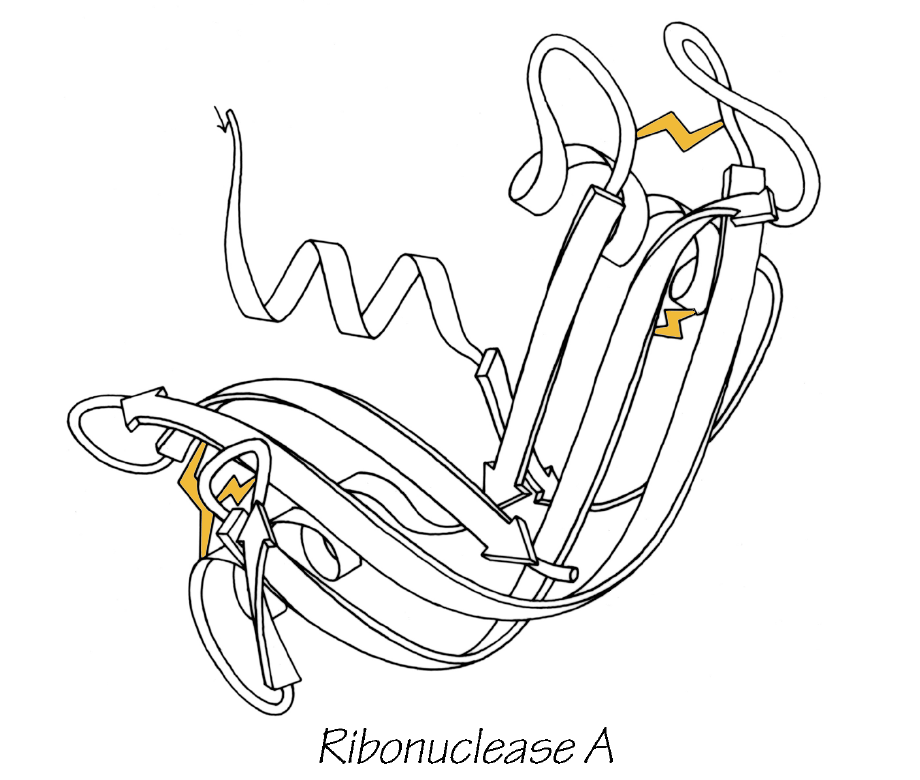
核糖核酸酶的3D結構，在金中的SS鍵

安芬森發表了超過200篇的原創文章，其中大部分為蛋白質的結構與功能之間的關聯性，同時他也是核酸壓縮這一區域的先驅。1961年，他發表核糖核酸酶可以在變性後重新進行折疊，同時保留酵素的活性，因此他認為所有造成最終構象所需的蛋白質信息都被編碼於其胺基酸序列上。他加入了美國國家科學院、丹麥皇家科學院、美國哲學會。

## 克里斯蒂安·B·安芬森獎
成立於1996年，克里斯蒂安·B·安芬森獎每年會頒給傑出的化學家，該獎項承認蛋白質科學各領域的傑出成就，同時也表揚領導、教育或服務領域的傑出貢獻，這獎項由蛋白質學會主辦。
過去的得獎者包括：湯姆·艾伯(2013)、巴里·霍尼格(2012)、D.韋恩·博倫(2011)、藤吉好則(2010)、韋恩 L.哈貝爾(2009)、卡羅爾·V·魯賓遜(2008)、卡爾弗里登(2007)、約翰·R·耶茨(2006)、馬蒂亞斯·曼(2005)、梅爾·維勒赫克(2004)、艾妲·尤納特(2003)、錢永健(2002)、馬丁·卡普拉斯(2001)、斯蒂芬·J·本科維奇(2000)、艾倫·費爾什特(1999)、詹姆斯·韋爾斯(1998)、韋恩·亨德里克森(1997)、唐納德·亨特(1996)。